# Pentodon algerinus algerinus
Pentodon algerinus algerinus é uma subespécie de insetos coleópteros polífagos pertencente à família Dynastidae.
A autoridade científica da subespécie é Fuessly, tendo sido descrita no ano de 1778.
Trata-se de uma subespécie presente no território português.